# Front na rzecz Zwycięstwa

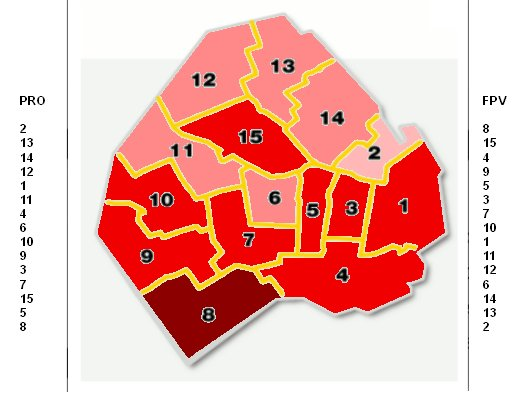
Mapa wyborcza Buenos Aires z roku 2011 z wyborów parlamentarnych, z prawej wypisane okręgi Frontu na rzecz Zwycięstwa

Front na rzecz Zwycięstwa (hiszp. Frente para la Victoria, FPV) – koalicja partii politycznych w Argentynie.

## Historia
Formacja założona została w 2003 roku przez Néstora Kirchnera. W skład koalicji wchodzi między innymi Partia Justycjalistyczna i Komunistyczna Partia Argentyny.